# Polinomi estable
En el context del polinomi característic d'una equació diferencial o d'una equació de diferència, es diu que un polinomi és estable si:
- totes les seves arrels es troben al mig pla esquerre obert, o
- totes les seves arrels es troben al disc de la unitat oberta.[1]

La primera condició proporciona estabilitat per als sistemes lineals de temps continu, i el segon cas es relaciona amb l'estabilitat dels sistemes lineals de temps discret. Un polinomi amb la primera propietat s'anomena de vegades polinomi de Hurwitz i amb la segona propietat un polinomi de Schur. Els polinomis estables sorgeixen en la teoria del control i en la teoria matemàtica d'equacions diferencials i diferencials. Es diu que un sistema lineal i invariant en el temps (vegeu la teoria del sistema LTI) és BIBO estable si cada entrada acotada produeix una sortida acotada. Un sistema lineal és BIBO estable si el seu polinomi característic és estable. El denominador ha de ser estable de Hurwitz si el sistema és en temps continu i Schur estable si és en temps discret. A la pràctica, l'estabilitat es determina aplicant qualsevol dels diversos criteris d'estabilitat.

## Propietats[4]
- El teorema de Routh-Hurwitz proporciona un algorisme per determinar si un polinomi donat és estable de Hurwitz, que s'implementa en les proves de Routh-Hurwitz i Liénard-Chipart.
- Per comprovar si un polinomi donat P (de grau d és Schur estable, n'hi ha prou amb aplicar aquest teorema al polinomi transformat

{\displaystyle Q(z)=(z-1)^{d}P\left({{z+1} \over {z-1}}\right)}
obtingut després de la transformació de Möbius que mapeja el mig pla esquerre al disc de la unitat oberta: P és Schur estable si i només si Q és Hurwitz estable i . Per als polinomis de grau superior, el càlcul addicional implicat en aquest mapeig es pot evitar provant l'estabilitat de Schur mitjançant la prova de Schur-Cohn, la prova del jurat o la prova de Bistritz.
- Condició necessària: un polinomi estable de Hurwitz (amb coeficients reals) té coeficients del mateix signe (tots positius o tots negatius).
- Condició suficient: un polinomi amb coeficients (reals) tals que

{\displaystyle a_{n}>a_{n-1}>\cdots >a_{0}>0,} és Schur estable.
- Regla del producte: dos polinomis f i g són estables (del mateix tipus) si i només si el producte fg és estable.
- Producte de Hadamard: el producte de Hadamard (coeficient-sàvia) de dos polinomis estables de Hurwitz torna a ser estable de Hurwitz.